# داپلر ترانس کرانیال

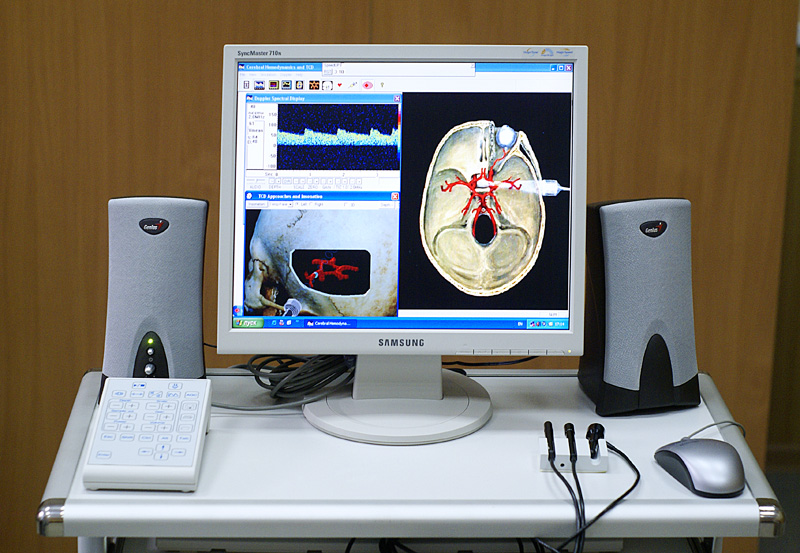
آنالایزر سونوگرافی داپلر ترانس کرانیال سرعت خون

داپلر ترانس کرانیال (TCD)  نوعی سونوگرافی داپلر است که به اندازه گیری سرعت جریان خون درون رگ های مغزی از طریق اندازه گیری پژواک امواج التراسوند عبوری از جمجه می پردازد. این حالتهای تصویربرداری پزشکی تجزیه و تحلیل طیفی از سیگنالهای صوتی دریافتی را انجام می دهند و بنابراین می توانند به عنوان روشهای آکوستروکربروگرافی فعال طبقه بندی شوند . از آنها به عنوان آزمایش برای کمک به تشخیص آمبولی ، تنگی ، وازواسپاسم ناشی از خونریزی زیر قطبی (خونریزی ناشی از آنوریسم پاره شده) و سایر مشکلات استفاده می شود. این تست ها به دلیل نسبتاً سریع و ارزان بودن دارای محبوبیت هستند.    این آزمایش‌ها برای تشخیص بیماری سلول داسی ، بیماری مغزی عروقی ایسکمیک ، خونریزی زیر قطبی ، ناهنجاری های شریانی عروقی و بازداشت گردش خون مغزی مؤثر است. این آزمایش‌ها احتمالاً برای پایش بعد از عمل و عفونت مننژ مفید است . تجهیزات مورد استفاده در این آزمایش‌ها  قابل حمل می باشد و این امکان را برای پزشك فراهم می كند كه به بیمارستان ، مطب پزشك یا خانه ی سالمندان برای هر دو مطالعه بستری و سرپایی سفر كند. این آزمایش‌ها اغلب همراه با تست های دیگری مانند MRI ، MRA ، سونوگرافی دوتایی کاروتید و  سی تی اسکن انجام می گردد. این آزمایش ها همچنین برای تحقیق در علوم اعصاب شناختی مورد استفاده قرار می گیرند ( به داپلر ترانس کرینال کاربردی مراجعه کنید).

## روش ها
دو روش برای ضبط کردن استفاده می شود. اولین بار از تصویربرداری "حالت B" استفاده می شود که تصویری 2 بعدی از جمجمه ، مغز و رگ های خونی را که توسط پروب سونوگرافی مشاهده می شود ، نشان می دهد. پس از یافتن رگ خونی مورد نظر ، سرعت جریان خون با یک پروب اثر داپلر پالسی اندازه گیری می شود ، که سرعت را با گذشت زمان نمودار می کند. با هم ، یک تست دوتایی انجام میگردد. روش دوم ضبط فقط از کارکرد پروب دوم استفاده می کند و در عوض به آموزش و تجربه پزشک در یافتن عروق صحیح متکی است. دستگاههای فعلی TCD همواره قابلیت دسترسی به هر دو روش را دارا هستند . 

## چگونه کار می کند
پروب سونوگرافی موج صوتی با فرکانس بالا (معمولاً مضرب 2 مگاهرتز ) منتشر می کند که مواد مختلفی در بدن آن را بازتاب می کند. این پژواک ها توسط یک سنسور در پروب شناسایی می شوند. در خصوص خون جاری در شریان ، پژواک های دریافتی دارای فرکانس های متفاوتی هستند که به سرعت و جهت خون به دلیل اثر داپلر، بستگی دارد. اگر جهت حرکت به سمتی باشد که از پروب دور شود ، فرکانس بازتاب شده از فرکانس ساطع شده کمتر است. اگر خون به سمت پروب حرکت کند ، فرکانس بازتابی بیشتر از فرکانس ساطع شده است. پژواک ها پس آنالیز شدن تبدیل به سرعت میشوند و در نمایشگر نمایش داده میشوند. در حقیقت ، به دلیل اینکه پالس ارسالی حداکثر ۱۰ کیلو هرتز است ، اطلاعات فرکانسی از هر پالس کنار گذاشته می شود و از تغییرات فاز از یک پالس به پالس دیگر بازسازی می شود.
از آنجا که استخوان های جمجمه مانع عبور مقدار زیادی از امواج اوالتراسوند می شوند ، مناطقی از جمجمه که دارای ضخامت کمتری هستند و کمترین اعوجاجرا نسبت به این امواج دارند (به نام پنجره های انسداد) ، باید برای تجزیه و تحلیل استفاده شوند. به همین دلیل ، اندازه گیری در ناحیه ای  بالاتر از قوس گونه / زگوماتیک ، از طریق چشم ، زیر فک و از پشت سر انجام می شود. سن ، جنس ، نژاد و سایر عوامل مربوط به بیمار بر ضخامت استخوان و تخلخل تأثیر می گذارد و بعضی از معاینات را دشوار یا حتی غیرممکن می سازد. در اکثر موارد پاسخ های قابل قبولی به دست می آید اما گاهی اوقات نیاز است که از نواحی جایگزین برای مشاهده رگ ها استفاده گردد.

## Implantable transcranial Doppler
گاهی اوقات سابقه و علائم بالینی بیمار خطر بالای سکته مغزی را نشان می دهد. سکته مغزی  باعث آسیب دائمی بافت مغز در طی سه ساعت بعد (شاید حتی ۴/۵ ساعت  ) می شود ، اما فوراً انجام نمی شود. داروهای مختلف (مانند آسپرین ، استرپتوکیناز و فعال کننده پلاسمینوژن بافتی (TPA) از نظر اثربخشی و هزینه)  می توانند روند سکته مغزی را معکوس کنند. مشکل این است که چگونه بلافاصله بفهمیم که سکته مغزی در حال اتفاق افتادن است.. یک روش ممکن استفاده از یک دستگاه داپلر transcranial transcranial implantable "به صورت عملیاتی به یک سیستم دارورسانی متصل است" است. باتری ، از یک لینک RF به یک کامپیوتر قابل حمل که روال آنالیز طیفی را به همراه ورودی از اکسیمتر (نظارت بر میزان اکسیژن دهی خون ، که ممکن است بر اثر سکته مغزی مختل شود) برای تصمیم گیری اتوماتیک برای مصرف دارو استفاده می کند.

## داپلر ترانس کراینال کاربردی (fTCD)
عملکرد سونوگرافی ترانس کرانیال داپلر (fTCD) یک ابزار عصبی برای اندازه گیری سرعت جریان خون مغزی به دلیل فعال شدن عصبی در حین انجام کارهای شناختی است. TCD عملکردی از فناوری داپلر  برای ثبت سرعت جریان خون در شریان مغزی قدامی ، میانی و خلفی استفاده می کند. شبیه به سایر تکنیک های تصویربرداری عصبی مانند تصویربرداری رزونانس مغناطیسی عملکردی (fMRI) و توموگرافی انتشار پوزیترون PET) ، fTCD) بر اساس یک اتصال نزدیک بین تغییرات جریان خون مغزی منطقه ای و فعال سازی عصبی است. به دلیل نظارت مداوم بر سرعت جریان خون ، TCD وضوح زمانی بهتری نسبت به fMRI و PET ارائه می دهد. این روش غیر تهاجمی است و کاربرد آن آسان است. اندازه گیری سرعت جریان خون در برابر تداخل های حرکتی مقاوم است. از زمان معرفی این تکنیک ، به طور قابل ملاحظه ای در توضیح سازمان نیمکره عملکردهای شناختی ، حرکتی و حسی در بزرگسالان و کودکان نقش داشته است. fTCD برای بررسی جانبداری مغزی عملکردهای اصلی مغز مانند زبان ،  پردازش صورت ،  پردازش رنگ ،  و هوش استفاده شده است. علاوه بر این ، بیشتر بسترهای عصبی برای عملکرد مغز توسط شریانهای اصلی مغزی که مستقیماً می توانند مسموم شوند ، پرفیوژن می شوند. سرانجام ، fTCD به عنوان یک رابط کاربری مغز و کامپیوتر مورد استفاده قرار گرفته است.

### طیف سنجی داپلر ترانس کراینال کاربردی (fTCDS)

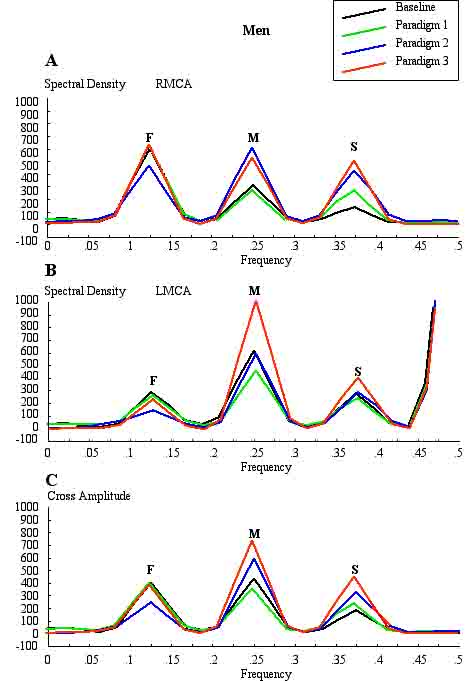
تچگالی طیفی شریان های مغزی میانی راست و چپ در مردان

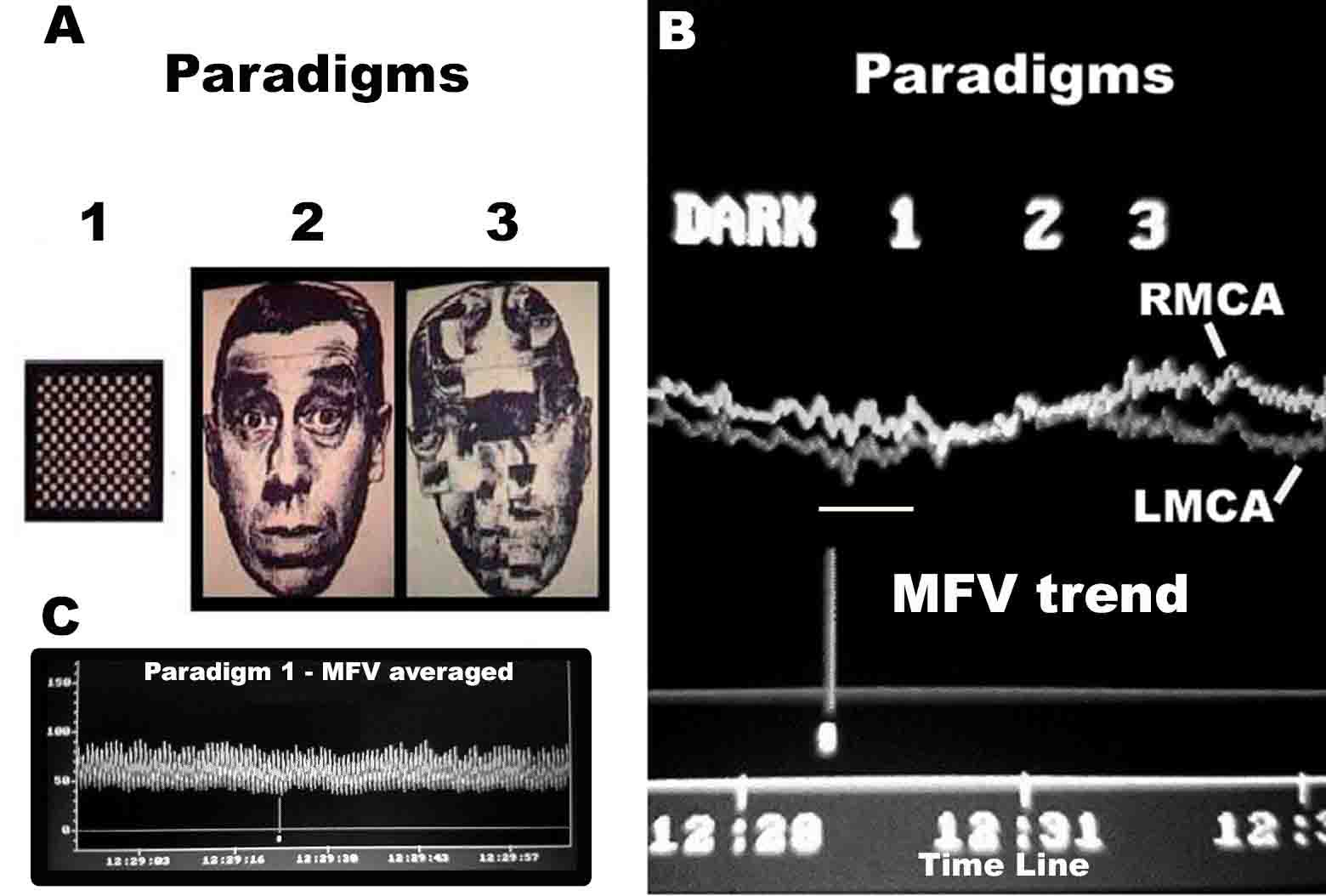
پارادایمهای صورت

FTCD  محدودیت هایی برای مطالعه جانبداری مغزی دارد. به عنوان مثال ، ممکن است اثرات جانبی  را از ویژگی های تحریک کننده که به دلیل پاسخگویی به نور وجود دارد ، متمایز نکند و بین سیگنالهای جریان ناشی از شاخه های قشر مغز و لایه های زیرین قشر مغز از شریان های مغزی دایره ویلیس تفاوت قائل  نشود. هر شریان مغزی پایه ای از دایره ویلیس به دو سیستم مختلف عروق ثانویه می رسد.  سیستم کوتاهترگانگلیونی نامیده می شود و رگ های متعلق به آن تریامای تالامی و کرگانا را تأمین می کنند. سیستم طولانی تر سیستم قشر مغز می باشد و عروق آن در نرم شامه منشعب شده و قشر مغز و ماده مغزی مجاور را تأمین می کنند. علاوه بر این ، شاخه های قشر مغزی به دو طبقه تقسیم می شوند: طولانی و کوتاه. شریان های طولانی یا مدولاری از ماده خاکستری عبور کرده و درون ماده سفید در عمق 3-4 سانتی متری نفوذ می کنند. عروق کوتاه به قشر محدود می شوند. هر دو سیستم قشر مغزی و گانگلیونیک به هیچ وجه با یکدیگر ارتباط برقرار نمی کنند و کاملاً مستقل از یکدیگر هستند.  رگهای سیستم گانگلیونی عروق ترمینال هستند ، عروق سیستم شریانی قشر چندان "ترمینال" نیستند. جریان خون در این دو سیستم در ناحیه شریان مغزی میانی (MCA) هشتاد درصد از هر دو نیمکره را  از جمله بیشتر بسترهای عصبی دخیل در پردازش صورت ، پردازش زبان و پردازش اطلاعات در ساختارهای قشر مغز و لایه ی زیرین قشر مغز شامل می شود. اندازه گیری میانگین سرعت جریان خون (MFV) در ساقه اصلی MCA  می تواند اطلاعات مربوط به تغییرات پایین دست در نواحی قشر مغز و لایه زیرین آن در ناحیه  MCA را ارائه دهد. هر بازوی دیستال سیستم عروقی MCA می تواند به ترتیب در مکان های بازتاب دیستال "نزدیک" و "دور" برای سیستم های قشر مغزی و گانگلیونی (قشری) جدا شود.
برای تحقق این هدف ، یک روش استفاده از تجزیه و تحلیل در حوزه  فوریه در سری زمانی متناوب MFV بدست آمده در طی تحریکات شناختی است. در تجزیه و تحلیل فوریه پیک هایی به دست می آید که فرکانس آنها ضرایبی از فرکانس اصلی می باشد. مک دونالد در سال 1974 نشان داد که پنج هارمونیک اول معمولاً حاوی 90٪ از کل انرژی نبض در سیستم نوسانات فشار / جریان در گردش خون محیطی است. می توان تصور کرد که هر بازوی سیستم عروقی ، یک لوله ویسکوالاستیک منفرد را که توسط امپدانس خاتمه یافته است ، نشان می دهد و یک سایت بازتابی واحد ایجاد می کند. تحریک روانی ناشی از فعالیت عروق حرکتی در هر سایت ترمینال موج سینوسی ایستاده ، شامل جمع امواج  برخوردی ، منعکس شده و امواج دوباره بازتاب شده از دیستال تا نقطه تقریبی اندازه گیری می باشد. مطالعات fTCDS روی یک شركت كننده در حالت خوابیده به پشت و زاویه سر در حدود 30 درجه انجام می شود. نگهدارنده پروب روی گوشها وبینی قرار می گیرد. دو پروب 2 مگاهرتز در نگهدارنده کاوشگر قرار می گیرند و برای تعیین موقعیت مناسب برای نظارت مداوم هر دو ساقه اصلی MCA در عمق 50 میلی متر از سطح کاوش انجام می شود. ضبط سری زمانی MFV برای هر محرک به دست می آید و دومی برای آنالیز فوریه استفاده می شود.الگوریتم تبدیل فوریه از نرم افزار استاندارد استفاده می کند (برای مثال ، سری زمانی و ماژول پیش بینی ، STATISTICA ، StatSoft ، Inc.). کارآمدترین الگوریتم استاندارد فوریه ایجاب می کند که طول سری ورودی برابر با توان 2 باشد. درصورتی که اینگونه نباشد ، باید محاسبات اضافی انجام شود. برای به دست آوردن سری زمانی مورد نیاز ، داده ها در بخش های 10 ثانیه ای به مدت 1 دقیقه یا هر محرک به طور متوسط ،  6 نقطه داده برای هر شرکت کننده و در مجموع 48 نقطه داده برای هر هشت زن و مرد به دست می آید. هموار سازی مقادیر پریودوگرام با استفاده از یک تبدیل میانگین متحرک وزنی انجام می شود. پنجره Hamming برای هموار کردن سیگنال استفاده می شود. برآورد چگالی طیفی ، حاصل از تجزیه و تحلیل سری فوریه رسم می گردد  و نواحی فرکانسی با بیشترین برآورد بصورت پیک هایی مشخص می شود. منشأ قله ها به منظور تعیین قابلیت اطمینان تکنیک حاضر مورد توجه هستند. قله های بنیادی (F) ، قشر مغز (C) یا حافظه (M) و زیر قشر (S) به ترتیب در فواصل مرتب فرکانس 0.125 ، 0.25 و 375/0 به ترتیب رخ می دهند. با فرض اینکه فرکانس اساسی نوسانات قلبی ، متوسط ضربان قلب باشد ، این فرکانسها را می توان به هرتز تبدیل کرد. فراوانی اساسی (F) هارمونیک اول را می توان از میانگین ضربان قلب در ثانیه تعیین کرد. به عنوان مثال ، ضربان قلب 74 بار در دقیقه ، 74 چرخه در 60 یا 1.23 هرتز را پیشنهاد می کند. به عبارت دیگر ، قله های F- ، C- و S به ترتیب در مضارب هارمونیک اول ، در هارمونیک های دوم و سوم رخ داده اند. فاصله سایت بازتاب برای پیک F ممکن است به نظر برسد که از یک سایت در D1 = طول موج / 4 = cf / 4 = 6.15 (m / s) / (4/1 × 1.23 هرتز) = 125 سانتی متر سرچشمه می گیرد. فرضیه سرعت انتشار موج درخت شریانی محیطی مطابق مک دونالد ، 1974.پیک C در هارمونیک دوم اتفاق افتاد ، به طوری که طول برآورد شده شریانی (با استفاده از کاروتید مشترک C = 5.5 متر بر ثانیه) توسط D2 = طول موج / 8 = cf2 / 8 = 28 سانتی متر و فرکانس f 2.46 هرتز داده شد . فاصله تقریبی طول شریانی قابل مشاهده از ساقه اصلی MCA ، از طریق احتقان عروق و اطراف محدب مغزی ، تا رگهای انتهایی در محلهای قشر دیستال مانند اتصالی اوپیتیتو موقتی روی آنژیوگرام کاروتید بزرگسالان را نشان می دهد.پیک S در هارمونیک سوم رخ داده است ، و ممکن است از یک محل تخمین زده شده در D3 = طول موج / 16 = cf3 / 16 = 3.3 سانتی متر و فرکانس f3 از 3.69 هرتز بوجود آمده باشد. دومی طول شریانی قابل مشاهده عروق عدس را از ساقه اصلی MCA در آنژیوگرام کاروتید تقریب می دهد. اگرچه نمایش داده نمی شود ، انتظار می رود که هارمونیک چهارم از نزدیکی MCA در نزدیکی به محل اندازه گیری در ساقه اصلی MCA ناشی شود. طول پیش کوک شدن از نقطه اندازه گیری توسط D4 = طول موج / 32 = cf4 / 32 = 3.5 سانتی متر و فرکانس F4 4.92 هرتز داده می شود. فاصله محاسبه شده تقسیم می شود از بخش ساقه اصلی MCA درست پس از bifurcation کاروتید ، که احتمالا حجم نمونه سونوگرافی قرار داده شده است . بنابراین ، این تخمین ها طول واقعی تقریبی دارند. با این حال ، پیشنهاد شده است که مسافت تخمین زده شده ممکن است دقیقاً با ابعاد مورفومتریک شناخته شده درخت شریانی مطابق با کمپبل و همکاران ، 1989 مطابقت نداشته باشد. این روش برای اولین بار توسط فیلیپ نژمنزه در سال 2007 توصیف شده است ، و به عنوان داپلر ترانس کرانیال کاربردی شناخته می شود. طیف سنجی (fTCDS) تخمین چگالی طیفی از فرآیندهای دوره ای ناشی از کارهای ذهنی را بررسی می کند ، و از این رو تصویری بسیار جامع تر از تغییرات مربوط به تأثیرات یک محرک ذهنی معین را ارائه می دهد.  فیلتر باعث کاهش اثر نویز می شود. تغییرات در پیک C ممکن است پتانسیل طولانی مدت قشر مغزی (CLTP) یا افسردگی طولانی مدت قشر مغزی (CLTD) را نشان دهد ، که پیشنهاد شده است که معادل فعالیت قشر مغزی در طی یادگیری و فرآیندهای شناختی باشد.  محاسبات تبدیل سریع فوریه برای به دست آوردن چگالی طیفی و  دامنه متقاطع در شریان های مغزی میانی چپ و راست استفاده می شود. قله C همچنین قله قشر حافظه (پیک M) نیز نامیده می شود که در پارادایم 3 بوجود می آید ، یک وظیفه مرتب سازی عنصر صورت که به حافظه تکراری احتیاج دارد به عنوان یک موضوع به طور مداوم متناسب با پازل با تطبیق هر عنصر صورت در الگوی 3 با آن ذخیره می شود.

## دقت
اگرچه TCD به دلیل سرعت نسبی جریان خون چندان دقیق نیست ، اما هنوز هم برای تشخیص انسداد شریانی در بیماران مبتلا به سکته مغزی ایسکمیک حاد ، به ویژه برای شریان مغزی میانی مفید است. یک تحقیق برای مقایسه قدرت حرکت داپلر (TCD (PMD-TCD با آنژیوگرافی (CT (CTA انجام شده است ، هر دو معتبر هستند ، اما دقت PMD-TCD بالاتر از 85 درصد نیست. مزایای PMD-TCD قابل حمل بودن است ، بنابراین می توان از آن در  در اورژانس استفاده کرد ، بدون تابش به عنوان CTA ، بنابراین می تواند در صورت لزوم برای نظارت تکرار شود و ارزان تر از CTA یا آنژیوگرافی رزونانس مغناطیسی باشد.
- دستگاه داپلر کاروتید
- شاخص مقاومت شریانی
- سونوگرافی پالس ترانس کرانیال

## لینک های خارجی
- مدل رایانه ای Transcranial Doppler برای تمرین و آموزش .